# Station North Wembley
North Wembley is een station van London Overground en de metro van Londen aan de Bakerloo line. Het spoorwegstation, dat in 1912 is geopend, ligt in de gemeente Wembley. In 1917 begon de dienstregeling op de Bakerloo line.

## Geschiedenis
Het station was een van de vele stations die werden gebouwd aan de "New Line" een elektrische voorstadslijn van de London and North Western Railway tussen Camden en Watford Junction. Deze nieuwe lijn werd tussen 1910 en 1912 gebouwd en ligt goeddeels parallel aan de hoofdlijn van de London and Birmingham Railway, onderdeel van de West Coast Main Line (WCML), uit 1837 en maakte een scheiding mogelijk tussen de voorstadsdiensten en de andere treinen op de WCML. In verband met het gebruik van gelijkstroom, DC in het Engels, werd de nieuwe lijn Watford DC Line genoemd.  
North Wembley werd, tegelijk met de lijn, geopend op 15 juni 1912 en heeft alleen perrons aan de Watford DC Line, een overstap op de diensten op de WCML kan in Harrow en Wealdstone, drie stations noordelijker, een aantal van die diensten stoppen ook in Wembley Central een station zuidelijker. In 1915 werd de Baker Street and Waterloo Railway bij Queens Park gekoppeld aan de Watford DC Line zodat de metro tot Watford Junction kon doorrijden door gebruik te maken van de sporen van de Watford DC Line. 
De metrodiensten langs North Wembley begonnen op 16 april 1917 en eindigden op 24 september 1982 toen de Bakerloo line werd ingekort tot Stonebridge Park. Deze sluiting was van korte duur want op 4 juni 1984 werden de diensten van de Bakerloo line ten noorden van Stonebridge Park hersteld. 
In het kader van de privatisering van de Britse spoorwegen kwamen de lijn en het station in 1997 in handen van Silverlink. In 2007 werd Silverlink gesplitst en kwamen de voorstadsdiensten terug bij de overheid. Transport for Londen bracht de voorstadsdiensten onder in een net met de naam Overground .

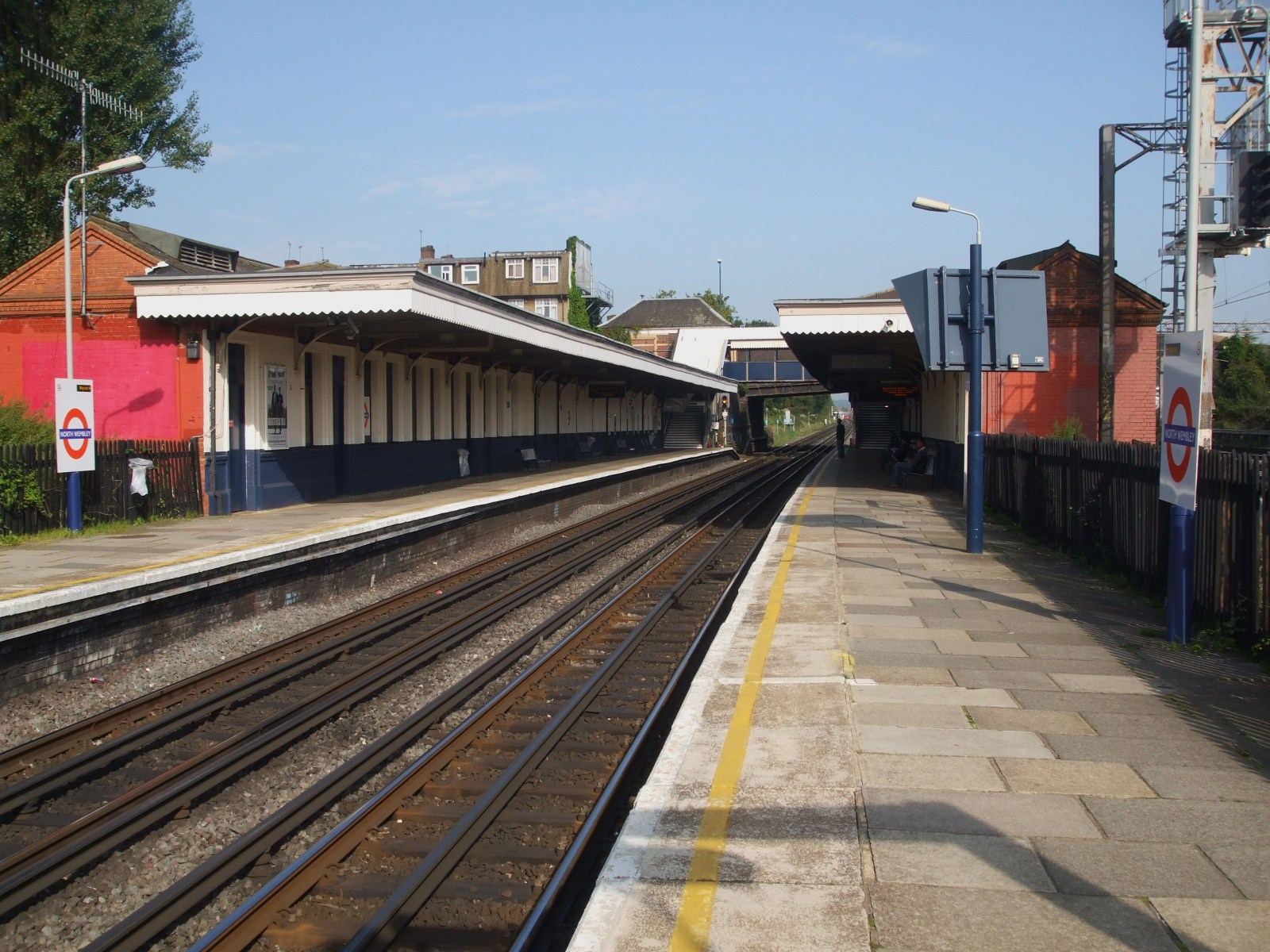
Het station gezien uit het zuiden.
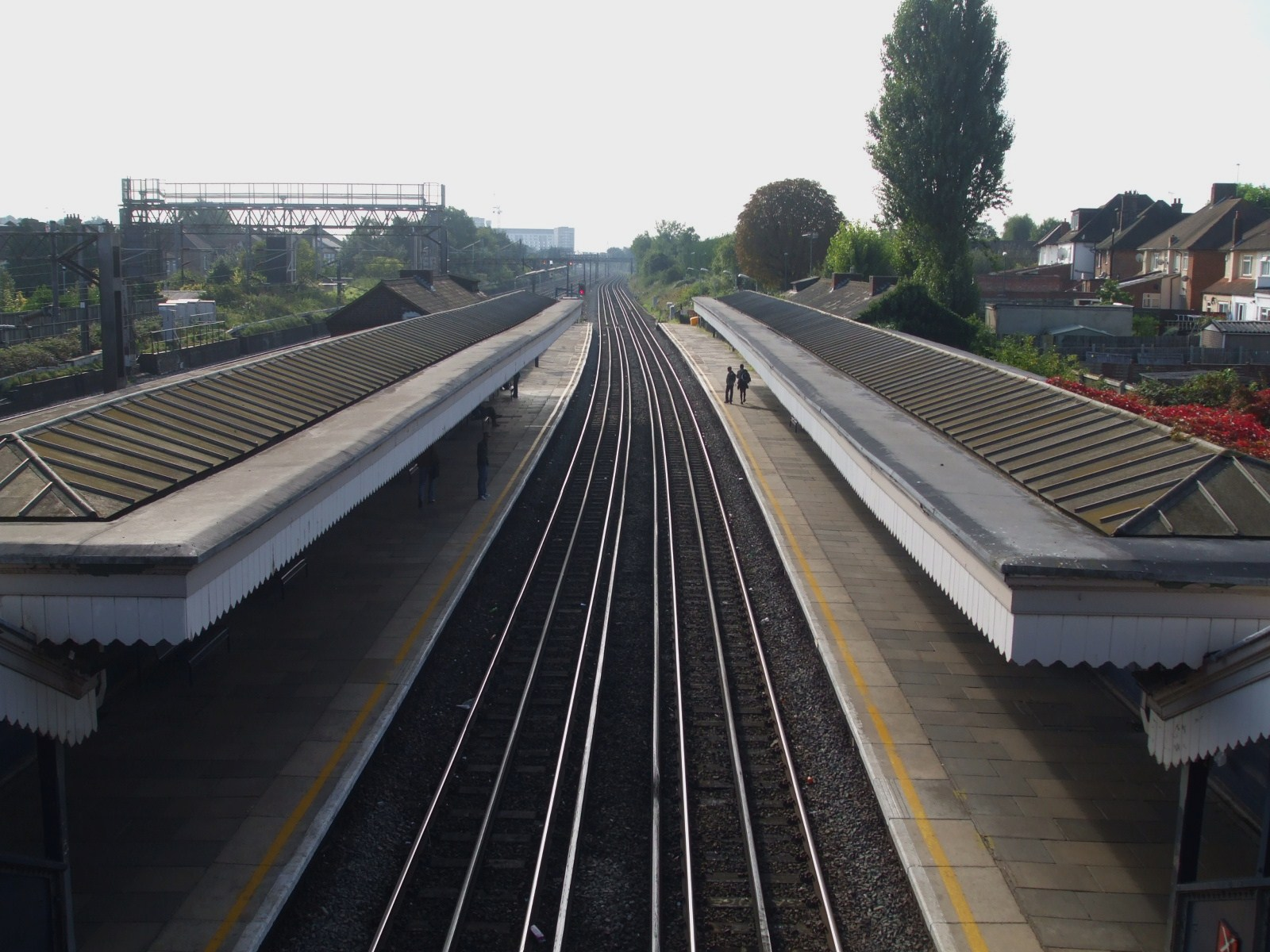
De sporen en perrons gezien vanuit de loopbrug.
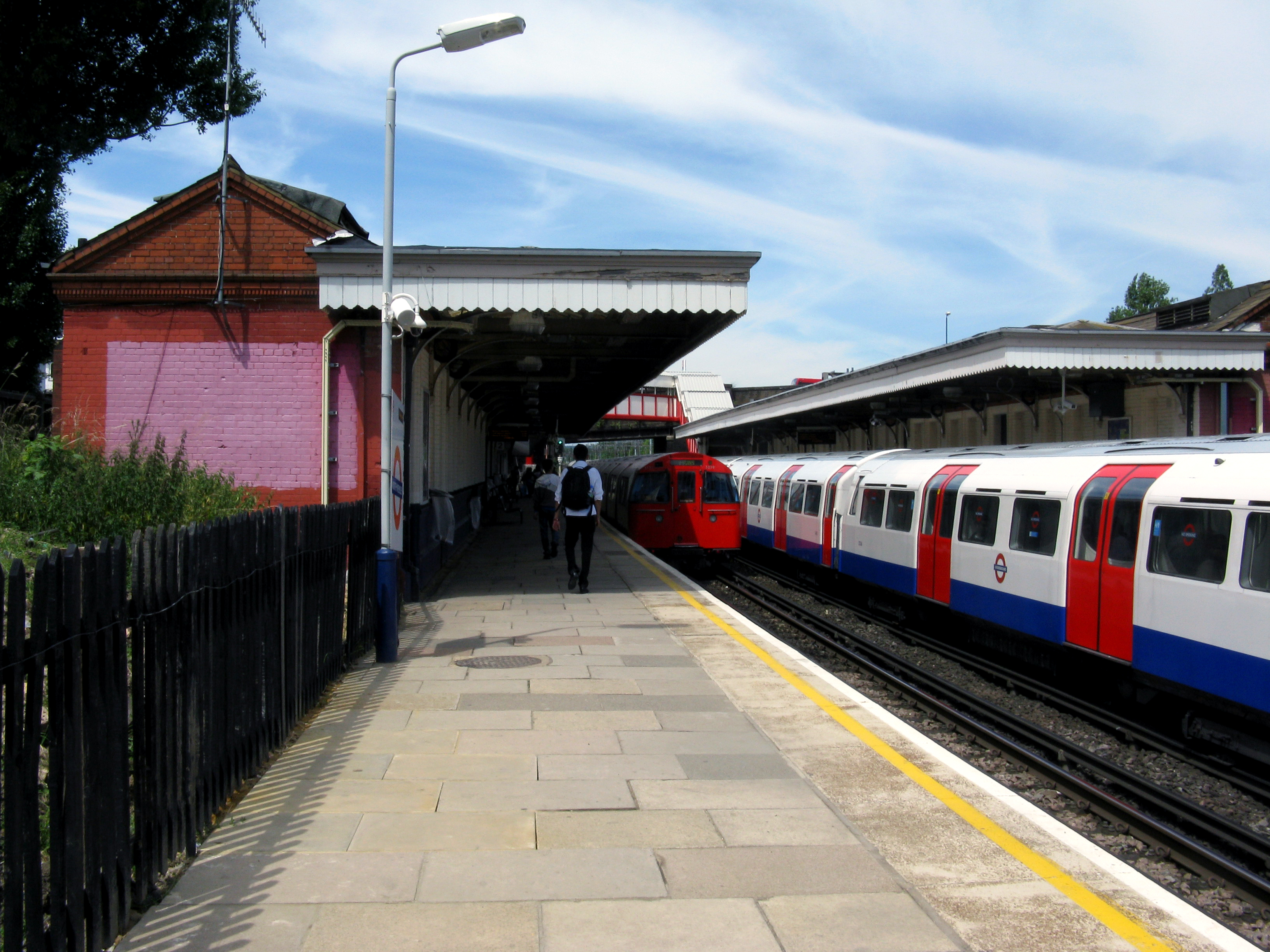
Metrostellen van de Bakerloo line in het station.

## Ligging en inrichting
Alle stations langs de Watford DC Line uit 1910-1912 werden gebouwd naar hetzelfde ontwerp. North Wembley leek zo sterk op het station van Kenton dat veel passagiers in verwarring werden gebracht. Het station werd aanbesteed als East Lane, naar de weg die hier de sporen kruist over een viaduct. Het werd geopend onder de naam North Wembley. Het stationsgebouw, uit baksteen en hout, staat op de zuidwesthoek van het viaduct. Aan de perronzijde van de OV-poortjes is een loopbrug over de sporen die op zijn beurt met vaste trappen met de perrons is verbonden. Het station staat ten dienste van de inwoners van North Wembley en westelijke delen van Wembley Park in de London Borough of Brent, 

## Reizigersdienst
Spoor 1 voor diensten in zuidelijke richting:
- Diensten naar London Euston uitgevoerd door London Overground - ongeveer elke 15 minuten.
- Diensten naar Elephant & Castle beheerd door de Londense metro - elke 10 minuten.

Perron 2 voor noordwaartse diensten.
- Diensten naar Watford Junction beheerd door London Overground - ongeveer elke 15 minuten.
- Diensten naar Harrow en Wealdstone beheerd door de Londense metro - elke 10 minuten.

Harrow & Wealdstone ·
Kenton ·
South Kenton ·
North Wembley ·
Wembley Central ·
Stonebridge park ·
Harlesden ·
Willesden Junction ·
Kensal Green ·
Queen's Park ·
Kilburn Park ·
Maida Vale ·
Warwick Avenue ·
Paddington ·
Edgware Road ·
Marylebone ·
Baker Street ·
Regent's Park ·
Oxford Circus ·
Piccadilly Circus ·
Charing Cross ·
Embankment ·
Waterloo ·
Lambeth North ·
Elephant & Castle
Station London Euston · South Hampstead · Kilburn High Road · Queen's Park · Kensal Green · Willesden Junction · Harlesden · Stonebridge Park · Wembley Central · North Wembley · South Kenton · Kenton · Harrow & Wealdstone · Headstone Lane · Hatch End · Carpenders Park · Bushey · Watford High Street · Watford Junction